# زاوية وسبيل الناصر فرج بن برقوق
مسجد السلطان فرج بن برقوق أو زاوية وسبيل السلطان فرج بن برقوق بناها السلطان فرج بن برقوق بشارع تحت الربع عام (1408م)، تقع على رأس تقاطع شارع تحت الربع بقصبة رضوان، كانت في الأصل بارزة في شارع تحت الربع فهدمها قسم الآثار العربية وأرجعها إلى الوراء وأعاد إقامتها في الموقع الذي تقوم عليه اليوم أمام باب زويلة. أنشأها السلطان فرج على يد جمال الدين يوسف الأستادار، وهي تتكون من قاعدة واحدة ما زال بجدرانها جزء كبير من كسوتها الرخامية وبسقفها زخارف ملونة ومذهبة وفي السبيل سقف على شكل مقرنصات متدنية وبوسطه سرة.